# Andrzej Nytko
Andrzej Nytko (ur. 16 października 1933 w Krakowie, zm. 16 kwietnia 2006) − polski kierowca i pilot rajdowy, wielokrotny rajdowy mistrz i wicemistrz Polski.

## Życiorys
Urodził się 16 października 1933 roku w Krakowie, jego ojciec Gerard Nytko był przemysłowcem i prowadził od roku 1919 warsztat samochodowy. Andrzej Nytko swoje starty w rajdach samochodowych rozpoczął w 11 lutego 1951 roku w Zimowej Jeździe Dyspozycyjnej, zajmując drugie miejsce w swojej klasie. Pierwsze zwycięstwo odniósł w roku 1963 w Wiosennym Rajdzie Samochodowym, zajmując pierwsze miejsce w klasie 850-1300 cm3. Był wielokrotnym mistrzem (1965, 1966, 1967, 1971, 1972) i wicemistrzem Polski (1968, 1969) w rajdach samochodowych w różnych klasach. Został uhonorowany tytułem Mistrza Sportu w roku 1969. W latach 1974–1978 zasiadał w zarządzie Automobilklub Krakowskiego. W roku 1973 ożenił się i zakończył swoją karierę rajdowca. Do lat osiemdziesiątych XX stulecia prowadził warsztat samochodowy po swoim ojcu.